# Collège des consulteurs
Le collège des consulteurs est, dans chaque diocèse catholique, un organisme consultatif qui émane uniquement du conseil presbytéral. C'est une instance nouvelle introduite par le code de droit canonique de 1983. Il est composé d'un groupe de prêtres désignés par l’évêque parmi les membres élus du conseil presbytéral. Sa principale fonction est d'assurer le plus rapidement possible la continuité du gouvernement dans l’Église locale, par l’élection de l’administrateur diocésain en cas de vacance du siège épiscopal. Ce collège peut et parfois doit être consulté par l’évêque avant certaines décisions importantes, comme la création d’une nouvelle paroisse.

## Interprétation en Europe et en Afrique
Selon les travaux de l'abbé Innocent Muanda Muana Futi, «les Églises locales ont interprété et mis en acte les nouvelles dispositions canoniques selon des sensibilités différentes. L'on observera par exemple que de nombreux diocèses d'Europe ont limité le rôle du collège des consulteurs au seul domaine de l'administration des biens ecclésiastiques, alors que d'autres Églises locales (notamment en Afrique) ont étendu les charges du collège des consulteurs à d'autres activités qui relèvent proprement du gouvernement, assignant ainsi de facto à cet organisme le rôle de sénat de l'évêque.»

## Constitution et mise en place
L'existence de cette instance repose sur le canon (article) 502 du droit canonique de 1983 :
1. Parmi les membres du conseil presbytéral, quelques prêtres sont nommés librement par l'Évêque diocésain au nombre d'au moins six et pas plus de douze, qui constitueront pour une durée de cinq ans le collège des consulteurs, auquel reviennent les fonctions fixées par le droit; toutefois à l'expiration des cinq années, le collège continue d'exercer ses fonctions propres jusqu'à ce qu'un nouveau collège soit constitué.
2. L'Évêque diocésain préside le collège des consulteurs; cependant lorsque le siège est empêché ou vacant, c'est celui qui tient provisoirement la place de l'Évêque, ou s'il n'a pas été encore constitué, c'est le prêtre le plus ancien d'ordination au sein du collège des consulteurs.
3. La conférence des Évêques peut décider que les fonctions du collège des consulteurs soient confiées au chapitre cathédral.
4. Dans le vicariat ou la préfecture apostolique, les fonctions du collège des consulteurs reviennent au conseil de la mission dont il s'agit au can 495, Par.2, sauf autre disposition du droit.